# Ouilly-le-Vicomte
Ouilly-le-Vicomte (u.ji.lə.vi.kɔ̃tⓘ) es una población y comuna francesa, situada en la región de Baja Normandía, departamento de Calvados, en el distrito de Lisieux y cantón de Lisieux-1.

## Demografía
| 421 | 570 | 762 | 854 | 810 | 784 |
| Para los censos de 1962 a 1999 la población legal corresponde a la población sin duplicidades (Fuente: INSEE [Consultar]) |     |     |     |     |     |